# ハビタット評価手続き
ハビタット評価手続き（ハビタットひょうかてつづき、英:  Habitat Evaluation Procedures, HEP）は、保全すべき野生動物（評価種）のハビタット（生息環境）の観点から生態系の価値を定量的に評価する手法。1970年代にアメリカ合衆国内務省によって開発された。

## 概要
ハビタット評価手続きでは、ある土地において実施されるプロジェクトにより得られる生態系の価値を、「質（HSI）」と「量」と「時間」という3つの観点から評価する。
合意形成のツールとして、開発事業にかかわる環境アセスメントにおける代償ミティゲーション（生物多様性オフセット）の評価に使われることが多いが、自然再生プロジェクトや野生動物の保護管理などにも利用される。
通常、ハビタット評価手続きは、HEPチームの設置、保全目標を踏まえた評価種の選定、ベースラインの設定、将来のハビタット状態の予測、影響量と代償量の算定といった手順で実施される。

## HSI
ハビタット適性指数（はびたっとてきせいしすう、英:  Habitat Suitability Index, HSI）は、ある土地が有している、特定の野生動物にとってのハビタット（生息環境）としての適性を示す指数。ハビタットの適性値は、0（不適）から1（最適）の範囲で示される。ハビタット評価手続きにおいて、「質」の部分を表す。
HSI=小評価区域の生息地の状態/理想的な生息地の状態
| レベル  | 評価の指数                         | 評価の内容                                                                   |
| ------- | ---------------------------------- | ---------------------------------------------------------------------------- |
| レベル5 | 平均年間ハビタットユニット(AAHU's) | CHU/HEP分析年数                                                              |
| レベル5 | 累積的ハビタットユニット(CHU)      | CHU=HSI×面積×時間                                                            |
| レベル4 | 合計ハビタットユニット(THU)        | AHSI×評価区域全体面積                                                        |
| レベル4 | 平均ハビタット適正指数(AHSI)       | AHSI=各小評価区域×各HSIの加重平均値                                          |
| レベル3 | ハビタットユニット(HU)             | HU=HSI×小評価区域の面積                                                      |
| レベル2 | ハビタット適正指数(HSI)            | HSI=小評価区域のハビタットの状態/理想的なハビタットの状態                    |
| レベル1 | 環境要因適正指数(SI)               | SI=小評価区域の生息地の特定の環境要因の状態/理想な状態の特定の環境要因の状態 |

田中章『HEP入門＜ハビタット評価手続き＞マニュアル  新装版』朝倉書店、2011年。ISBN 9784254180367。45頁より引用

## 実施時の留意点
評価種の選定
HEPでは、評価種の生息地の状態によって環境を評価する。どのような生態系を目指すかは評価種の設定により決まるため、社会的合意のもと評価種の選定は行われなければならない。
評価区域の設定
評価区域は、提案行為によって影響が出る範囲、評価種の行動範囲で設定する。